# Темліне
Темліне (словен. Temljine) — поселення в общині Толмин, Регіон Горишка, Словенія. Висота над рівнем моря: 518,8 м.